# Чемпионат СССР по волейболу среди женщин 1971
33-й чемпионат СССР по волейболу среди женщин (класс «А», 1-я группа) проходил с января по март 1971 года с участием 8 команд. Чемпионский титул в 9-й раз в своей истории и во 2-й раз подряд выиграло московское «Динамо».

## Система проведения чемпионата
8 команд 1-й группы класса «А» провели трёхкруговой турнир по туровой системе, по результатам которого определена итоговая расстановка мест. Худшая команда провела переходные матчи с победителем 2-й группы за путёвку в 1-ю группу сезона 1972 года. 

## 1-я группа
| М | Команда                 | 1           | 2           | 3           | 4           | 5           | 6           | 7           | 8           | И  | В  | П  | С/П   | О  |
| - | ----------------------- | ----------- | ----------- | ----------- | ----------- | ----------- | ----------- | ----------- | ----------- | -- | -- | -- | ----- | -- |
| 1 | «Динамо» Москва         |             | 2:3 3:2 2:3 | 3:2 3:0 3:0 | 3:2 3:1 3:1 | 3:2 3:1 3:1 | 3:0 3:2 3:0 | 3:0 3:0 3:0 | 3:0 3:0 3:0 | 21 | 19 | 2  | 61:20 | 19 |
| 2 | «Локомотив» Москва      | 3:2 2:3 3:2 |             | 1:3 3:0 3:1 | 3:0 3:0 3:2 | 1:3 3:0 2:3 | 3:1 3:0 3:0 | 3:2 3:1 2:3 | 3:2 3:0 3:2 | 21 | 16 | 5  | 56:30 | 16 |
| 3 | «Буревестник» Одесса    | 2:3 0:3 2:3 | 3:1 0:3 1:3 |             | 3:0 3:0 1:3 | 3:2 3:2 3:0 | 3:0 3:2 3:1 | 3:2 3:2 3:1 | 3:0 3:0 3:0 | 21 | 15 | 6  | 49:31 | 15 |
| 4 | ЦСКА Москва             | 2:3 1:3 1:3 | 0:3 0:3 2:3 | 0:3 0:3 3:1 |             | 2:3 3:2 3:1 | 1:3 3:0 2:3 | 3:1 3:1 3:1 | 3:0 3:0 3:0 | 21 | 10 | 11 | 41:40 | 10 |
| 5 | «Буревестник» Ленинград | 2:3 1:3 1:3 | 3:1 0:3 3:2 | 2:3 2:3 0:3 | 3:2 2:3 1:3 |             | 3:1 1:3 3:2 | 3:2 3:1 3:2 | 1:3 3:0 3:1 | 21 | 10 | 11 | 43:47 | 10 |
| 6 | «Динамо» Краснодар      | 0:3 2:3 0:3 | 1:3 0:3 0:3 | 0:3 2:3 1:3 | 3:1 0:3 3:2 | 1:3 3:1 2:3 |             | 3:1 0:3 3:2 | 3:2 3:1 3:2 | 21 | 8  | 13 | 33:51 | 8  |
| 7 | «Нефтчи» Баку           | 0:3 0:3 0:3 | 2:3 1:3 3:2 | 2:3 2:3 1:3 | 1:3 1:3 1:3 | 2:3 1:3 2:3 | 1:3 3:0 2:3 |             | 3:0 2:3 3:1 | 21 | 4  | 17 | 33:54 | 4  |
| 8 | «Буревестник» Киев      | 0:3 0:3 0:3 | 2:3 0:3 2:3 | 0:3 0:3 0:3 | 0:3 0:3 0:3 | 3:1 0:3 1:3 | 2:3 1:3 2:3 | 0:3 3:2 1:3 |             | 21 | 2  | 19 | 17:60 | 2  |

В переходных матчах ташкентский «Автомобилист» победил киевский «Буревестник» и получил путёвку в высшую лигу сезона 1972 года. С 1972 1-я группа переименовывается в высшую лигу, а 2-я группа в 1-ю.

## 2-я группа
1. «Автомобилист» Ташкент
2. «Спартак» Ленинград
3. «Спартак» Минск
4. «Искра» Ворошиловград
5. «Спартак» Донецк
6. «Уралочка» Свердловск
7. «Пластик» Тула
8. АДК Алма-Ата
9. «Динамо» Воронеж
10. «Аврора» Рига
11. «Буревестник» Тбилиси
12. «Электронас» Вильнюс
13. «Калев» Таллин
14. «Буревестник» Фрунзе
15. «Захмет» Ашхабад
16. «Хосилот» Душанбе

## Призёры
«Динамо» (Москва): Лариса Андронова, Марионна Батутите, Людмила Булдакова, Ирина Ефремова, Марита Катушева, Людмила Олисова (Косовщук), Лариса Петренко, Антонина Рыжова, Роза Салихова, Нина Смолеева, Любовь Тюрина, Зоя Юсова. Тренер — Гиви Ахвледиани.
 «Локомотив» (Москва): Ирина Беспалова, Л.Лоц, Э.Мушкарина, Лидия Охриц, В.Петрова, Н.Сарычева, Татьяна Сарычева, Л.Сафронова, Т.Сердюкова, Н.Сидорина, А.Тишкевич, Т.Яковлева. Тренер — Михаил Сунгуров.
 «Буревестник» (Одесса): Нелли Абрамова, И.Вишнякова, Н.Врадий, В.Герасимова, Н.Иванова, Ольга Козакова, В.Клыкова, Е.Ларионова, Валентина Мишак, Л.Плаксиенко, Любовь Тимофеева, Л.Червякова. Тренер — Юрий Курильский.